# Biblioteca Municipal Central de San Sebastián
La Biblioteca Municipal Central de San Sebastián (Guipúzcoa, España), es la antigua Biblioteca Municipal de la ciudad de San Sebastián. Actualmente está integrada en Donostia Kultura y es la biblioteca cabecera de la red municipal.
La Biblioteca Central tiene tres sedes: en los bajos del Ayuntamiento, en Alderdi Eder, está ubicado el servicio para los adultos. En la calle Fermín Calbetón, se encuentran la Biblioteca Central Infantil y el Centro de Documentación del Libro Infantil y finalmente, en la Plaza de la Constitución se localizan los fondos históricos, la unidad técnica, la sala de actividades y la dirección. Además de la Biblioteca Central, en la red municipal figuran las siguientes bibliotecas: bibliotecas de los centros culturales, las bibliotecas especializadas de la Escuela de Música y Danza, Fundación Cristina Enea y Museo de San Telmo y la mediateca Amundarain de Martutene.

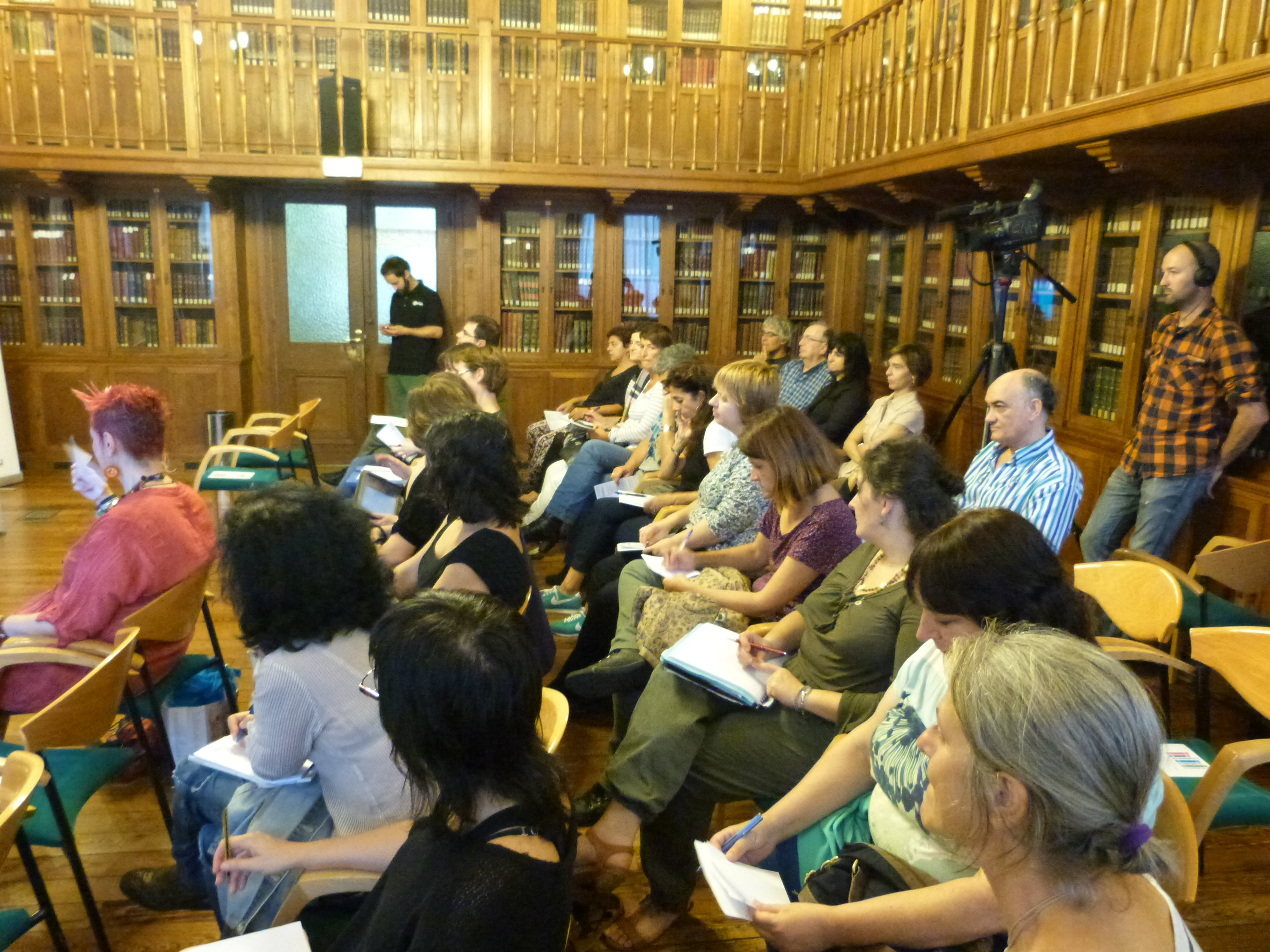
Biblioteca Central de San Sebastián, sala del Duque de Mandas

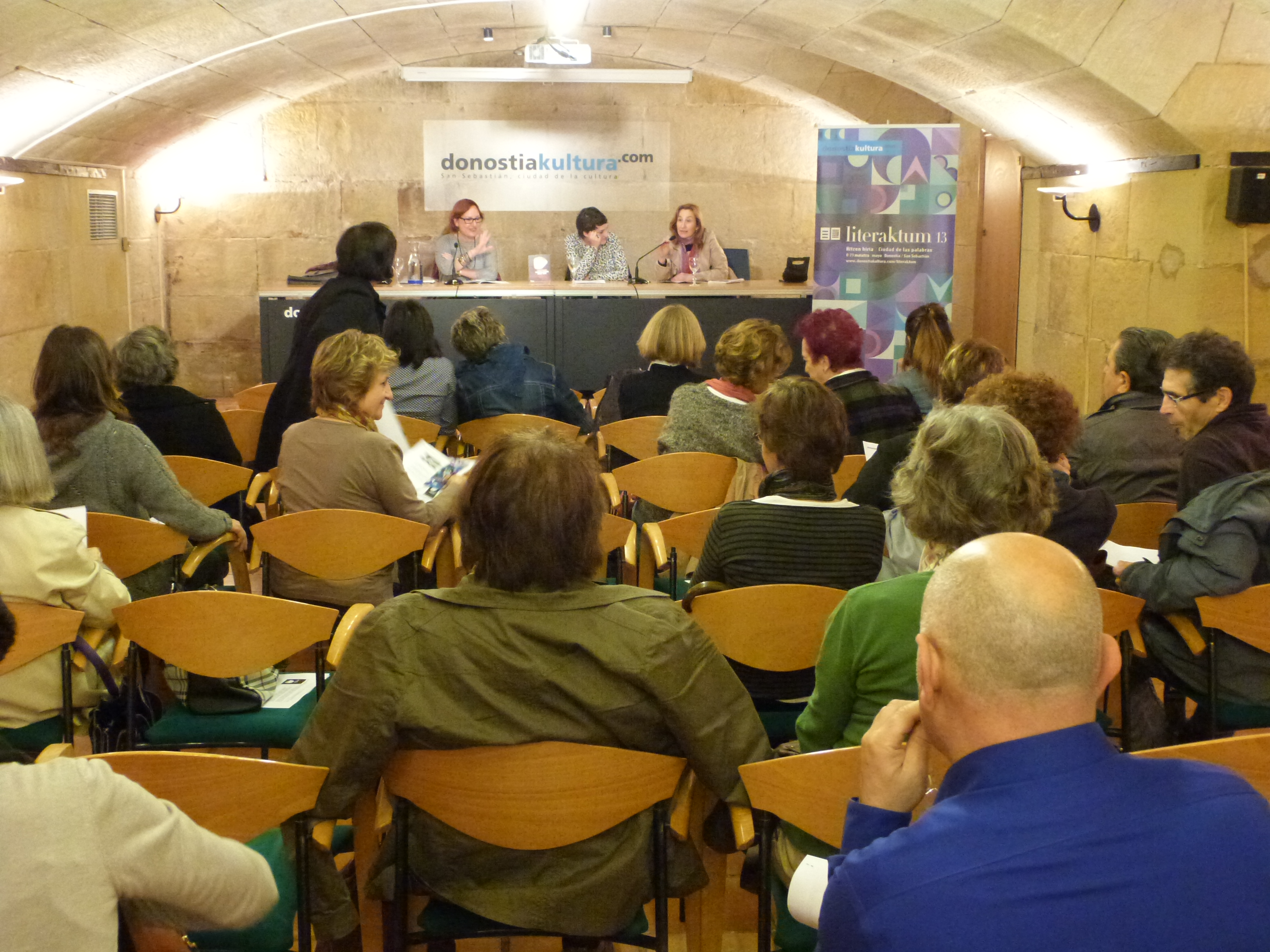
Biblioteca Central de San Sebastián, sala de actividades

## Historia
Los orígenes de la Biblioteca Municipal de la capital guipuzcoana se remontan a la segunda mitad del siglo XIX. Su principal artífice fue Sebastián de Miñano (Becerril de Campos, Palencia, 20 de enero de 1779 - Bayona, Pirineos Atlánticos, 6 de febrero de 1845), que durante unos años vivió en San Sebastián, y que en 1844 ofreció al municipio su propia colección de libros como donativo. Pero falleció al año siguiente sin que su proyecto de biblioteca saliera adelante.
Treinta años más tarde, en 1874 se inauguró la Biblioteca en lo que era edificio del Instituto de la actual calle Andía esquina con Garibai, en un edificio de José Goikoa, actualmente edificio de la Kutxa. En aquel edificio se ubicaron el Instituto de Segunda Enseñanza, la Escuela de Artes y Oficios, la Biblioteca Municipal y años más tarde también el Museo Municipal. El primer director fue José López de Aizpuru (1874-1876) y el fondo inicial estuvo formado por diversos donativos entre los que destacaban los de Fernando Brunet, Pedro N. de Sagredo, Marqués de Rocaverde, y Antonio Peña y Goñi. En un primer momento también se contó con los libros del Santuario de Loiola pero con la Restauración volvieron a su primitivo origen.
A López Aizpuru le sucedió José Manterola Beldarrain (San Sebastián, 24 de marzo de 1849 - San Sebastián, 29 de febrero de 1884). Escritor y profesor de instituto, además de director de la Biblioteca Municipal, Manterola fue un personaje muy destacado en la vida cultural donostiarra de finales del siglo XIX. En lo que respecta a la Biblioteca se le considera el verdadero artífice e impulsor de su desarrollo futuro. Desde su nombramiento en 1876 consiguió hacer crecer la colección de libros y realizó una clasificación sistemática para los mismos. Su aspecto más remarcable es la creación de lo que él mismo denominó Sección especial bascongada, “en la que pudieran tener cabida todas las obras - sea cualquiera la lengua en que estén escritas- que bajo cualquier aspecto se dediquen al estudio de nuestro país”. Su obra más destacada es el Cancionero Vasco (1877)  y fue también el creador y primer director de la revista Euskal Erria (1880-1918), verdadero compendio de la actividad cultural de la época, escrita tanto en castellano como en euskera. En las páginas de Euskal Erria encontramos artículos de los escritores más prestigiosos como Antón Abbadia, Karmelo Etxegarai, Klaudio Otaegi, Julien Vinson, Arturo Campión, Ricardo Becerro de Bengoa, Jean Baptiste Elizanburu, Juan Iturralde Suit, Luis Luciano Bonaparte, entre otros.
Manterola murió muy joven a la edad de 35 años y le sucedió Ricardo Baroja Zornoza (Donostia, 1855-1885) que falleció al poco tiempo de ser nombrado director. Apenas conocemos datos de Ricardo Baroja, sabemos que fue director del diario El Urumea que se imprimía en los talleres de la Imprenta Baroja de la Plaza de la Constitución. A Baroja le sucedió Antonio Arzak (Donostia, 1866-1910), que fue director entre 1904 y 1910 y quien también fue sucesor de Manterola en la dirección de la revista Euskal Erria y en el fomento del Consistorio de Juegos Florales Euskaros. Arzak fue también el fundador del Orfeón Donostiarra (1897).
El siguiente director fue Francisco López Alén (1904-1910), hijo del primer director López Aizpuru y que había sido auxiliar con Antonio Arzak. López Alén fue Cronista de la Ciudad, director de Euskal Erria y publicó además numerosos trabajos. Siendo López Alen director, Biblioteca se trasladó al edificio de la Escuela de Artes y Oficios, actual edificio de Correos en la calle Urdaneta. Le sucedió Práxedes Diego Altuna (1910-1931), durante su mandato la Biblioteca recibió el donativo de Fermín Lasala (San Sebastián, 1832-1918), Duque de Mandas,  que poseía una biblioteca de aproximadamente 10.000 volúmenes, especializada en política general, diplomacia e historia universal, en especial de Francia. También poseía una colección de revistas bastante importante con títulos como:- Gazette Nationale ou Le Moniteur Universel.
En 1931 fue nombrado director Rufino Mendiola Querejeta, que desde 1923 había sido auxiliar de biblioteca. Al año siguiente, la Biblioteca se trasladó de los locales que ocupaba en la Escuela de Artes y Oficios (actual edificio de Correos, calle Urdaneta) al edificio del actual Museo de San Telmo donde estuvo hasta 1951.
En sus años como director, Rufino Mendiola (1931-1962) tuvo un protagonismo especial, ya que fue el artífice de la Hemeroteca. Efectivamente Mendiola que había ingresado en la Biblioteca como auxiliar, era consciente de la importante colección de prensa diaria que se había formado a lo largo de los años. Se trataba en su mayoría de publicaciones de carácter local que no se conservaban en ningún otro lugar. como el Diario de San Sebastián, (1878-1887),  El Urumea (1879-1885), El Eco de San Sebastián, (1883-1888),  El Guipuzcoano (1888-1892), El Fuerista (1888-1898), La Libertad (1889-1892), La Unión Vascongada (1891-1903), El Correo de Guipúzcoa, (1898-1912), La Voz de Guipúzcoa (1885-1936), La Constancia (1897-1936), El Pueblo Vasco (1903-1936), El País Vasco (1923-1930) y El Día (1930-1936).
Sobre la base de este fondo de carácter local más otra amplia colección de revistas y diarios de un ámbito más general se constituyó la Hemeroteca como una sección nueva de la Biblioteca Municipal. En 1951 siendo director Rufino Mendiola, la Biblioteca se trasladó del Museo de San Telmo a la plaza de la Constitución (entonces 18 de julio), al edificio que anteriormente había sido Ayuntamiento. Posteriormente en 1966 se nombra director a Juan Bautista Olaechea Labaien (Areso, Navarra, 1925-Madrid, 2010). En aquellos años se creó la sección infantil, en la tercera planta de la Biblioteca. A Olaechea le sucedió Eulalia San Agustín (Madrid, 1930-San Sebastián, 2009), que fue directora de 1972 a 1995. En tiempos de Eulalia San Agustín, en 1986 se puso en funcionamiento el servicio de préstamo de libros. Unos años más tarde, en 1994, la sección infantil se trasladó de la Plaza de la Constitución a la calle Fermín Calbetón 25, a un espacio más amplio.Por otra parte, gracias a una iniciativa de Irargi, el Centro de Patrimonio Documental del Departamento de Cultura del Gobierno Vasco, se microfilmaron los diarios anteriores a 1936. Finalmente, se publicó el catálogo de publicaciones periódicas de la Biblioteca Municipal. A Eulalia San Agustín le sucedió en la dirección Susana Soto (1995-2006) y desde 2006 la dirección recae en Arantza Urkia.
El año 1999, el servicio para los adultos se trasladó de la Plaza de la Constitución a Alderdi Eder, en los bajos del Ayuntamiento.

## Horario
- De lunes a viernes: 10:00 - 20:30.
- sábados: 10:00 - 14:00 y 16:30 - 20:00